# Otrantosundet

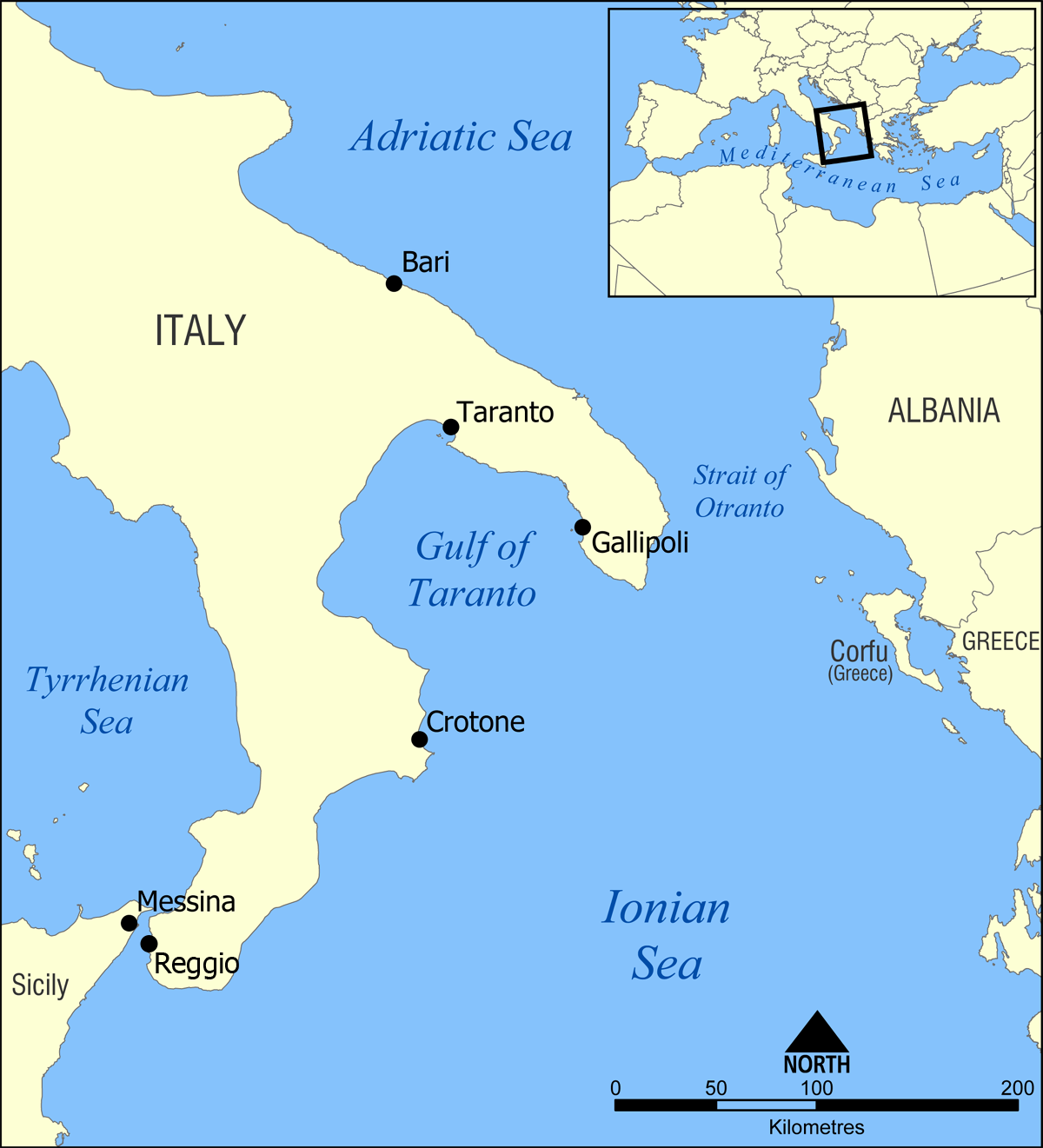
Otrantosundet – "Strait of Otranto" på kartan.

Otrantosundet (italienska: Canale d'Otranto, albanska: Ngushtica e Otrantos) är ett sund i Medelhavet mellan Italien i väster och Albanien i öster. Sundet förbinder Adriatiska havet i norr med Joniska havet i söder. Sundets bredd är cirka 75 km och dess tröskeldjup cirka 740 meter.

## Historia
Sedan antiken har Otrantosundet varit av stor strategisk vikt. Romarna använde farvattnet för att skicka trupper österut där legionerna marscherade till Brundisium (dagens Brindisi) och hade därefter endast en dagsresa till sjöss innan man nådde det land som i dag är en del av Albanien, vilka trupper sedan rörde sig vidare på Via Egnatia. 

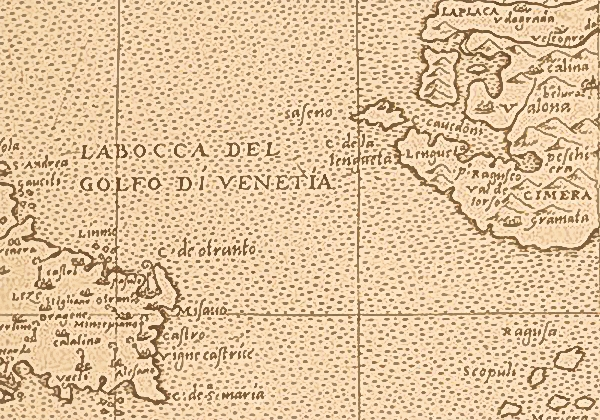
Otrantosundet på en karta från tidigt 1600-tal.

Under första världskriget var sundet av stor strategisk signifikans där de allierade flottorna under italiensk, fransk och brittisk flagg till stora delar blockerade sundet med framförallt lätta flottstyrkor och lätt utrustade fiskare vilket hindrade den försiktiga österrikisk-ungerska flottan att fritt att segla in i Medelhavet. Denna blockad hindrade effektivt den österrikisk-ungerska flottan deltagande i kriget.  
Dock lyckade blockaden föga att hindra de tyska ubåtarna att operera runt i Adriatiska havet vilket var en stor plåga för de allierade styrkorna under hela kriget över hela Medelhavet.
År 1992 undertecknade Albanien och Italien en traktat som avgjorde ländernas gräns på kontinentalsockeln i sundet.
År 1997 och 2004 förlorade 100 människor sina liv när de olagligt försökte korsa sundets gräns som ett resultat av pyramidspelet i Albanien 1997 och det dåliga ekonomiska tillståndet i Albanien. 
År 2006 lanserade Albaniens regering ett båtprogram då man satte ett antal motordrivna segelbåtar i tjänst för att patrullera alla sjöar, floder och hav i Albanien för att stoppa organiserade brott. Undantag till de nya lagarna gällde statsägda båtar, utländskt registrerade fartyg, fiskebåtar och sjöscootrar.